# リッチー・アシアタ
リッチー・アシアタ（Richie Asiata、1996年5月3日 - ）は、スーパーラグビー・パシフィックレッズに所属するラグビーユニオン選手。

## プロフィール
- ニュージーランド・オークランド出身[1]。
- ポジションはプロップ(PR)、フッカー(HO)。
- 身長 180cm、体重 120kg
- U20オーストラリア代表に選ばれたことがある[2]。

## 略歴
クイーンズランド・カントリー、トロント・アローズを経て、2021年、レッズに加入。
2022年10月8日に行われたアサヒスーパードライ JAPAN RUGBY CHALLENGE SERIES 2022JAPAN XV第二戦にオーストラリアA代表で途中出場してサヨナラ勝ちにつながるトライを挙げて勝利に貢献。